# Dimona
Dimona (in ebraico דִּימוֹנָה‎?) è una città israeliana nel deserto del Negev, 36 chilometri a sud di Beersheva e 35 chilometri ad ovest del Mar Morto, nel distretto Meridionale di Israele.
Dimona era una delle "città di sviluppo" che furono create negli anni 1950 per iniziativa di David Ben-Gurion. Dimona venne progettata nel 1953 e i primi insediamenti si ebbero nel 1955, principalmente grazie a nuovi immigrati provenienti dall'Africa settentrionale, che costruirono le abitazioni della città. Quando il programma nucleare israeliano prese il via alla fine di quel decennio, un luogo non lontano dalla città venne scelto per via del suo relativo isolamento e della disponibilità di abitazioni.
Nonostante un graduale decremento nel corso degli anni 1980, la popolazione della città incominciò a crescere nuovamente con l'inizio dell'immigrazione dalla Russia negli anni 1990. Attualmente Dimona è la terza città del Negev per dimensioni, con una popolazione di 31 200 abitanti (stima del 1995). Circa un terzo della popolazione cittadina lavora nell'industria (impianti chimici sul Mar Morto, compagnie high-tech e industria tessile), mentre un altro terzo è impiegato nei servizi. A causa dell'introduzione delle nuove tecnologie, molti lavoratori si sono trovati licenziati negli ultimi anni, portando il tasso di disoccupazione attorno al 10%.
Dimona è il centro degli ebrei neri, una piccola comunità religiosa che vive secondo delle proprie regole speciali.

## Il reattore nucleare di Dimona
Un'installazione nucleare israeliana si trova a circa 10 km da Dimona, il Negev Nuclear Research Center. La sua costruzione cominciò nel 1958, con l'aiuto della Francia. La motivazione ufficiale data dai governi israeliano e francese era la costruzione di un reattore nucleare per alimentare un "impianto di desalinizzazione", allo scopo di "far fiorire il Negev". Il vero scopo di Dimona è ampiamente ritenuto essere la costruzione di armi nucleari, e la maggioranza degli esperti di difesa ha concluso che è ciò che in realtà accade. Comunque, il governo israeliano rifiuta di confermare o smentire ciò pubblicamente, una politica a cui fa riferimento col termine "ambiguità".
Il reattore di Dimona entrò in funzione tra il 1962 e il 1964, e con il plutonio ivi prodotto, forse unito a dell'uranio arricchito acquistato per vie misteriose (si veda operazione Plumbat), le forze di difesa israeliane ebbero molto probabilmente a disposizione le loro prime armi nucleari prima della guerra dei sei giorni. Anche se il governo israeliano ha sempre sostenuto che l'impianto è stato usato per scopi pacifici, gli Stati Uniti sorvolarono il sito con un aereo U-2 per prendere campioni dell'aria alla ricerca di sottoprodotti radioattivi.
Quando lo spionaggio statunitense scoprì lo scopo di Dimona, all'inizio degli anni 1960, fece richiesta perché Israele accettasse delle ispezioni internazionali. Israele accettò, ma a condizione che venissero usati ispettori statunitensi invece di quelli della IAEA, e che venisse avvisato in anticipo di tutte le ispezioni.
Alcuni sostengono che Israele, conoscendo in anticipo la pianificazione delle visite, fosse in grado di celare lo scopo presunto dell'impianto (produrre armi atomiche) installando false pareti e altri congegni prima di ogni visita. Alla fine il governo statunitense venne informato che le ispezioni erano inutili, a causa delle restrizioni israeliane sulle parti dell'impianto che potevano essere controllate. Nel 1969 gli USA cessarono le ispezioni.
Nel 1986 Mordechai Vanunu, un ex-tecnico di Dimona, rivelò al Sunday Times di Londra fotografie e alcune altre prove del programma nucleare israeliano, in un'intervista pubblicata il 5 ottobre. Agenti israeliani lo rapirono in Italia, lo drogarono e lo trasportarono in Israele, dove una corte lo processò in segreto con accuse di tradimento e spionaggio, condannandolo a 18 anni di prigionia. All'epoca dell'arresto di Vanunu, il The Times riportò che Israele aveva materiale sufficiente per circa 20 bombe all'idrogeno e 200 bombe a fissione. Israele acquistò dei missili nucleari lanciabili da sottomarino alla fine del 2003.
Nella primavera del 2004, Vanunu venne scarcerato, ma gli venne negato il passaporto. Venne riarrestato nel novembre 2004 e rilasciato dopo pochi giorni.
Il reattore di Dimona venne difeso da batterie di missili Patriot per prevenire attacchi provenienti dall'Iraq nel 2002/2003.